# Pas de Khunjerab

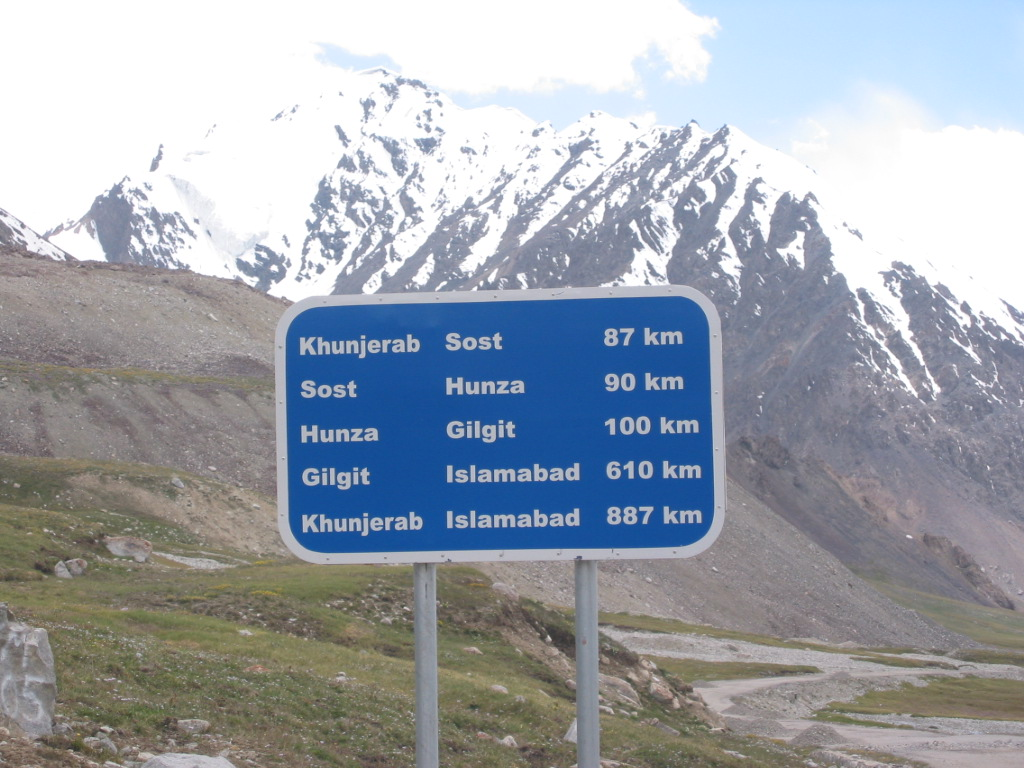
Un útil inicador de carretera que dona una perspectiva sobre les distàncies.

El pas de Khunjerab (xinès tradicional: 紅其拉甫山口, xinès simplificat: 红其拉甫山口, pinyin: hóngqílāfǔ shānkŏu: 紅其拉甫山口, xinès tradicional: 紅其拉甫山口, xinès simplificat: 红其拉甫山口, pinyin: hóngqílāfǔ shānkŏu: ; en hindustànic, खुंजर्ब दर्रा; نجرا ب درّه, khun̄jar-ab darrā; en urdu, درّہ خنجراب) és un alt pas de muntanya situat a 4.693 m i localitzat en la serralada del Karakoram una posició estratègica a la frontera nord de la regió de Gilgit-Baltistan de Pakistan, a la disputada regió de Caixmir, i a la frontera sud-oest de la Regió Autònoma Uigur de Sinkiang de la Xina. El seu nom deriva d'un terme en idioma wakhi per descriure la Vall de la sang. Tota la zona pakistanesa del pas està dins del Parc Nacional de Khunjerab, un gran parc declarat parc nacional el 1975 amb una àrea protegida de 2.269,13 km².

## Creuament de frontera entre Xina i Pakistan
El pas de Khunjerab és el creuament de frontera internacional pavimentat més alt al món, a par de ser el punt més alt de la carretera del Karakoram. La carretera a través del pas es va completar el 1982, i ha substituït als passos no pavimentats de Mintaka i Kilik com a principal pas a través de la serralada de Karakoram.
En el costat pakistanès, el pas està a 42 km de l'estació del Parc Nacional i del lloc de control en Dih, a 75 km del lloc d'immigració en Sost, a 270 km de Gilgit i a 870 km d'Islamabad.
En el costat xinès, el pas està a 130 km de Tashkurgan, a 420 km de Kashgar i a uns 1.890 km des de Ürümchi. El port xinès d'entrada es troba a 3,5 km al llarg de la carretera des del pas al comtat autònom tayiko de Tashkurgán.
El llarg, i relativament pla pas està sovint cobert de neu durant l'hivern i com a conseqüència està generalment tancat des del 30 de novembre a l'1 de maig. Hi ha excel·lents pastures en el costat xinès, i iaks i dzus (un encreuament entre iak i vaca) domesticats poden ser vists des de la carretera.
Des de l'1 de juny de 2006 hi ha hagut un servei diari d'autobús a través de la frontera des de Gilgit a Kashghar, ja a la Xina.

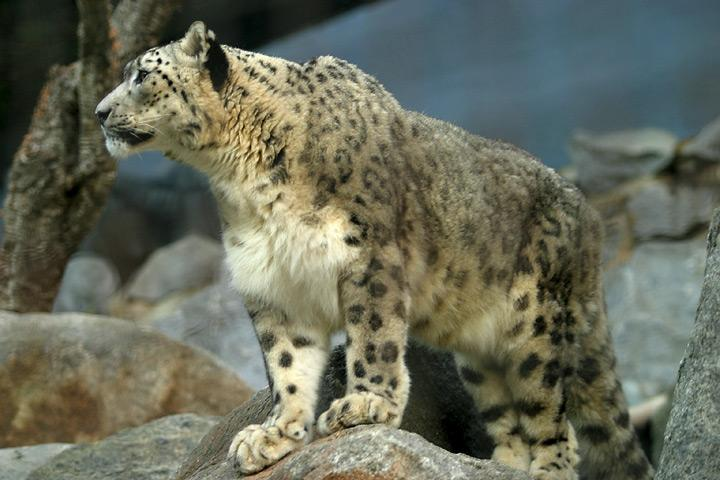
La pantera de les neus, una espècie en perill d'extinció, es troba al Parc Nacional de Khunjerab

## Ferrocarril
L'any 2007, es van iniciar treballs de consultoria per investigar la construcció d'un ferrocarril a través d'aquest port per connectar Xina amb el transport dels territoris administrats pakistanesos del nord de Caixmir. Al novembre de 2009 es va començar un estudi de viabilitat d'una línia que connectaria Havelian, a 750 km de distància del pas a Pakistan, i Kashgar, a 350 km a la Xina.

## Galeria d'imatges

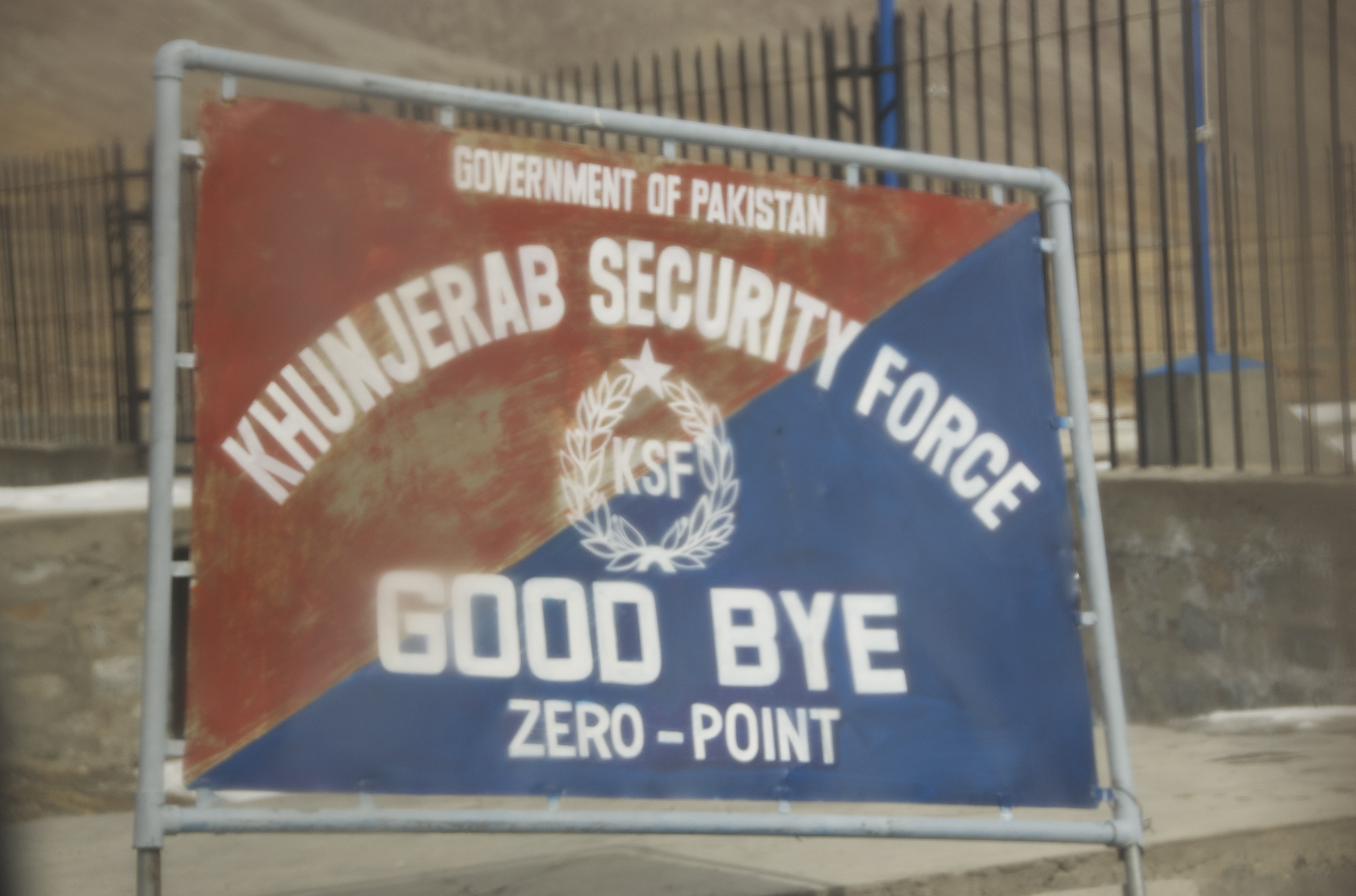
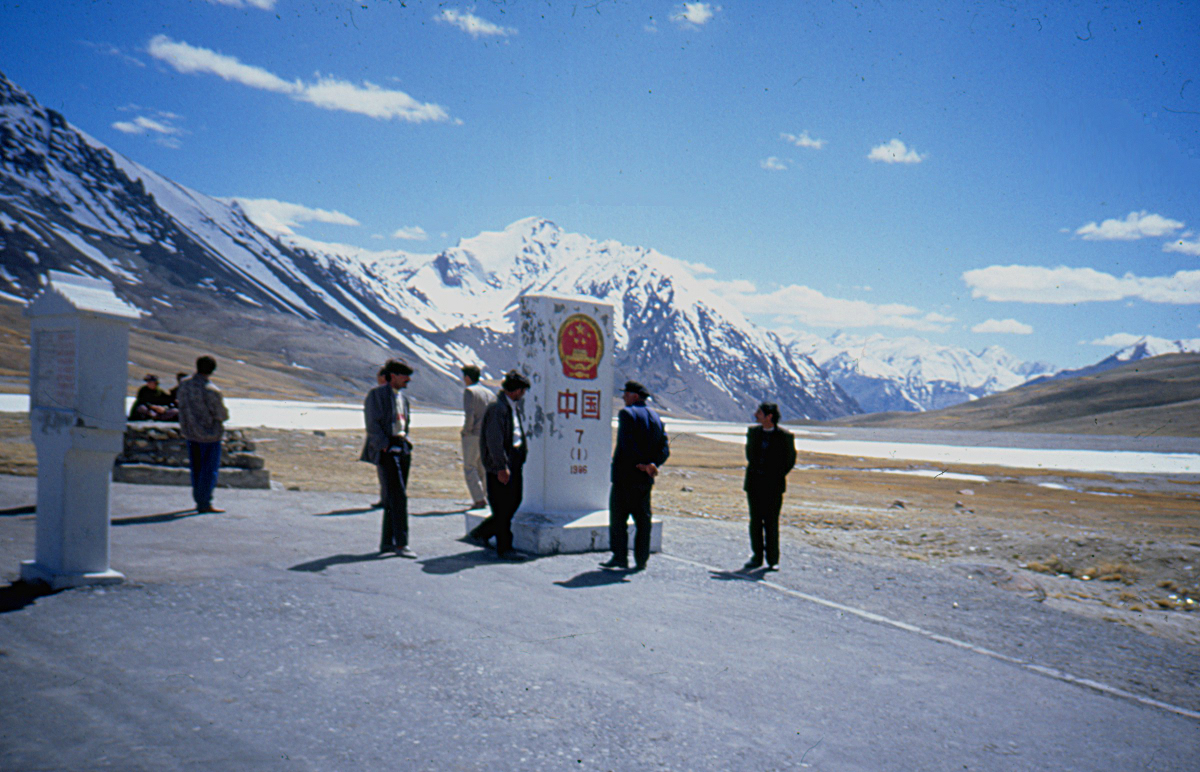
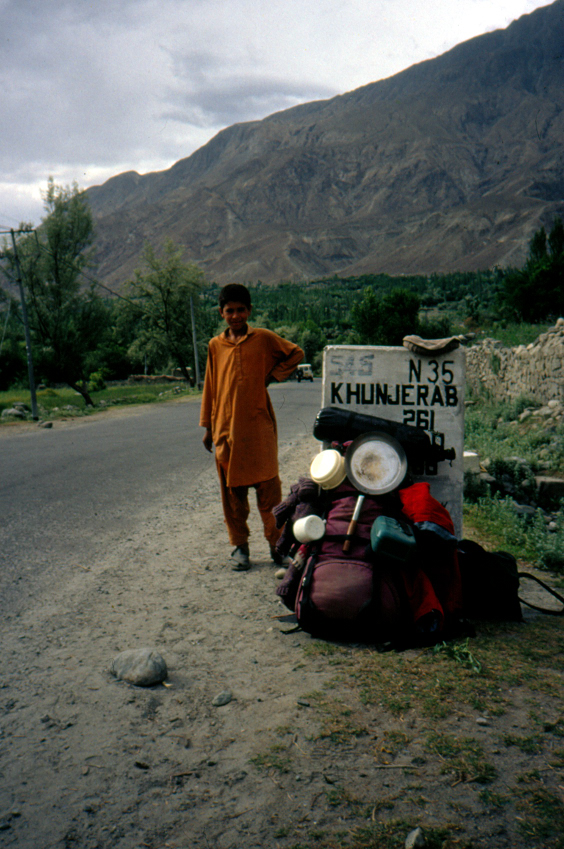